# کارنامه سپنج
کارنامهٔ سپنج مجموعه داستان‌های کوتاه و بلند محمود دولت‌آبادی در فاصلۀ سال‌های ۱۳۴۰ تا ۱۳۵۷ است.
در چاپ اول این کتاب علاوه بر داستان‌های کوتاه و بلند دولت‌آبادی، رمان جای خالی سلوچ نیز به چاپ رسیده بود. کتاب در آن چاپ در ۳ مجلد به شیوه‌ای مغشوش چاپ شده‌بود، به‌گونه‌ای که اعتراض دولت‌آبادی را در مقدمۀ چاپ دوم به دنبال داشت و او را واداشت تا بنویسد «آن‌گونه پریشانی در سراسر هر سه کتاب، بدان حد که مثلاً فصل پایانی یک داستان در میانۀ فصول گنجانیده شده باشد،‌ نمیتوانست از 'سهو' ناشر و بخصوص از 'سهو' مسئول بازبینی و ویرایش ناشی شده باشد، اما به ظاهر پذیرفتم که آن پلشت‌کاری از سر 'عمد!' نبوده است.» رمان جای خالی سلوچ از چاپ‌های بعدی کارنامۀ سپنج حذف شد و از چاپ دوم به بعد این کتاب داستان‌های زیر را شامل می‌شده است:
1. ته شب
2. ادبار
3. بند
4. پای گلدستۀ امام‌زاده شعیب
5. هجرت سلیمان
6. سایه‌های خسته
7. بیابانی
8. سفر
9. آوسنۀ باباسبحان
10. باشبیرو
11. گاواره‌بان
12. مرد
13. عقیل، عقیل
14. از خم چنبر
15. دیدار بلوچ